# بورينتري (سويسرا)
بورينتري (بالفرنسية: Porrentruy)‏ هي واحدة من بلديات كانتون جورا في سويسرا. يقدر عدد سكانها بـ 6,593 نسمة .

## المدن التوأمة
مدينة تاراسكون هي مدينة توأمة لـبورينتري (سويسرا).

## معرض صور

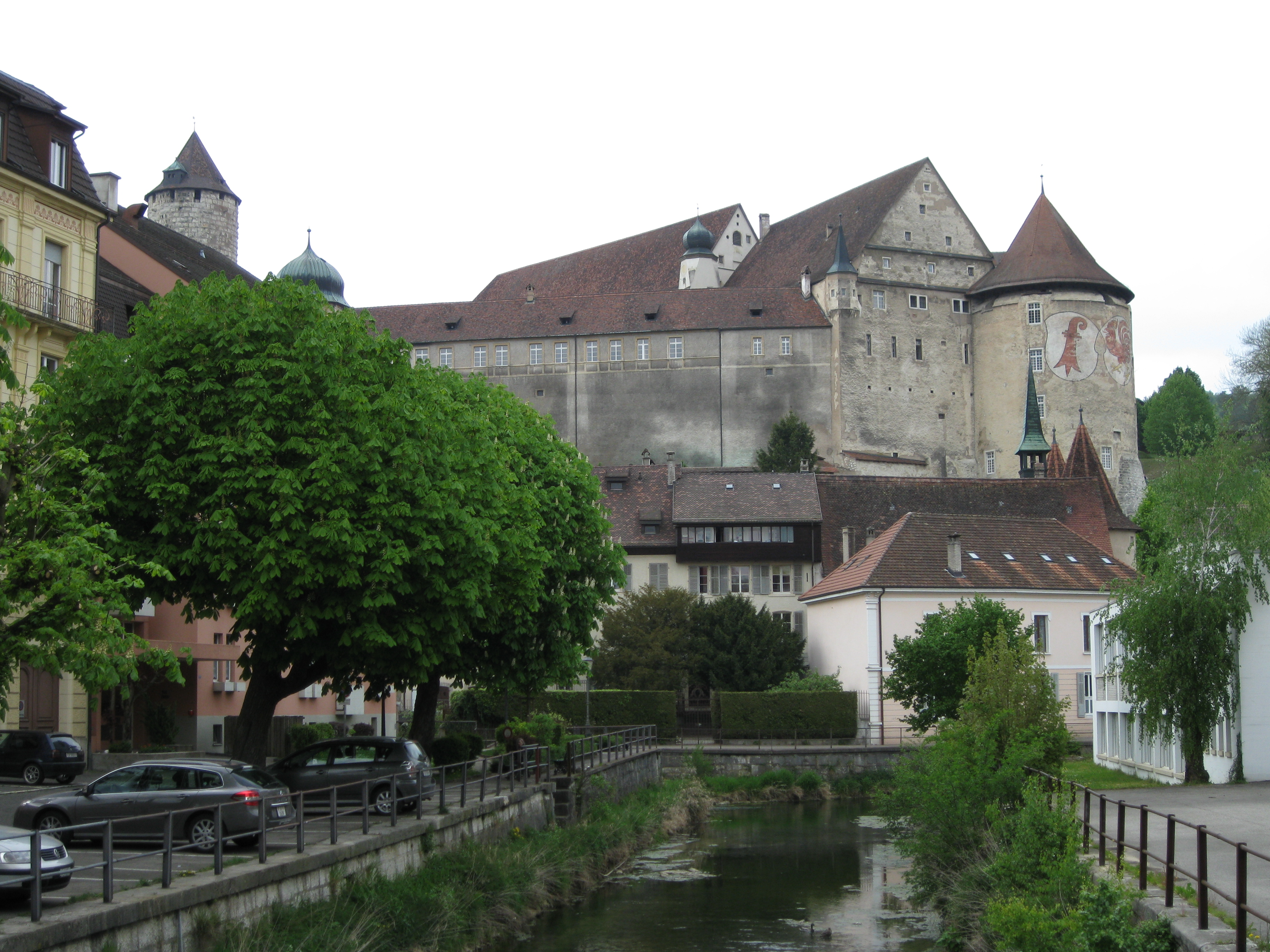
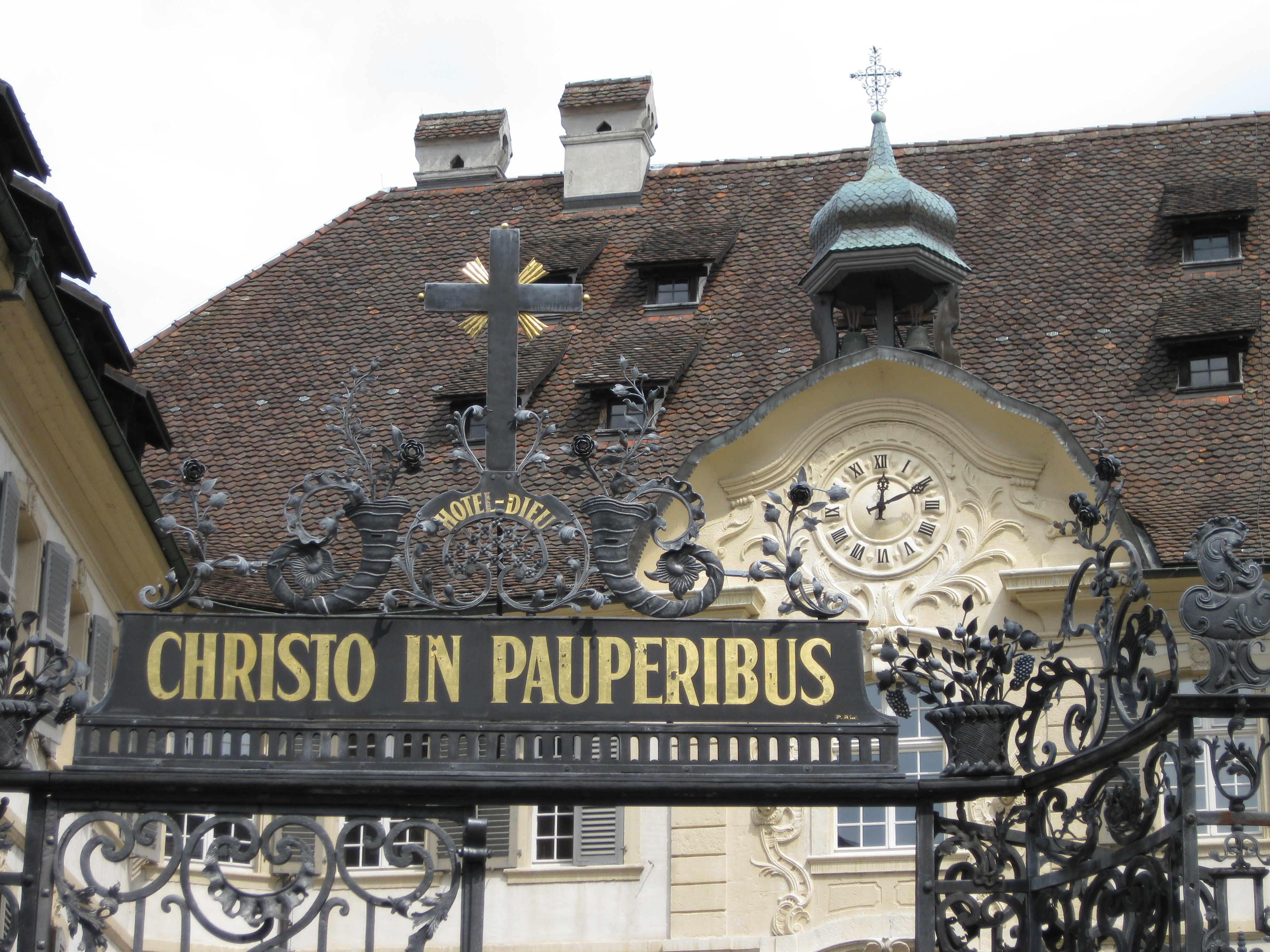
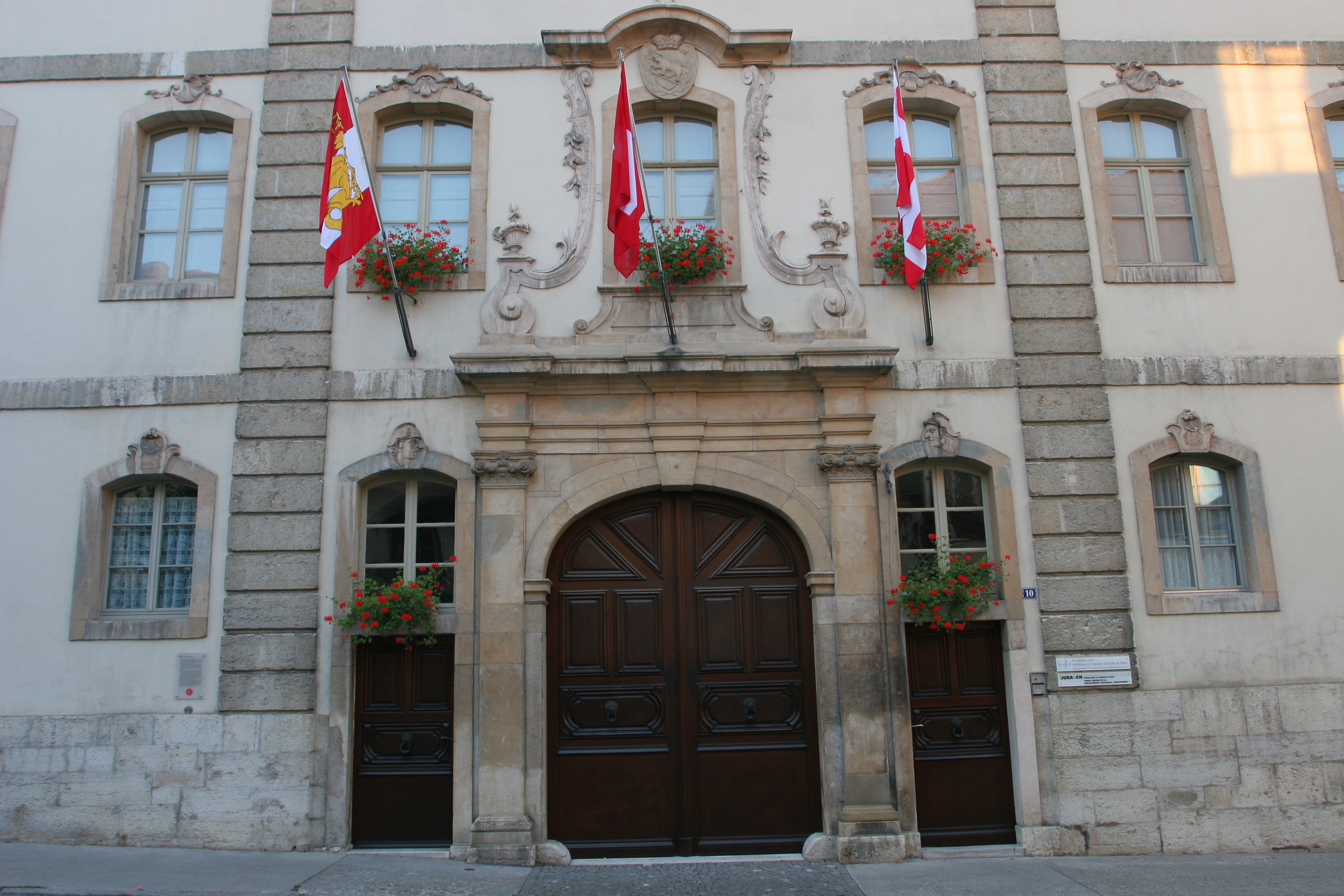
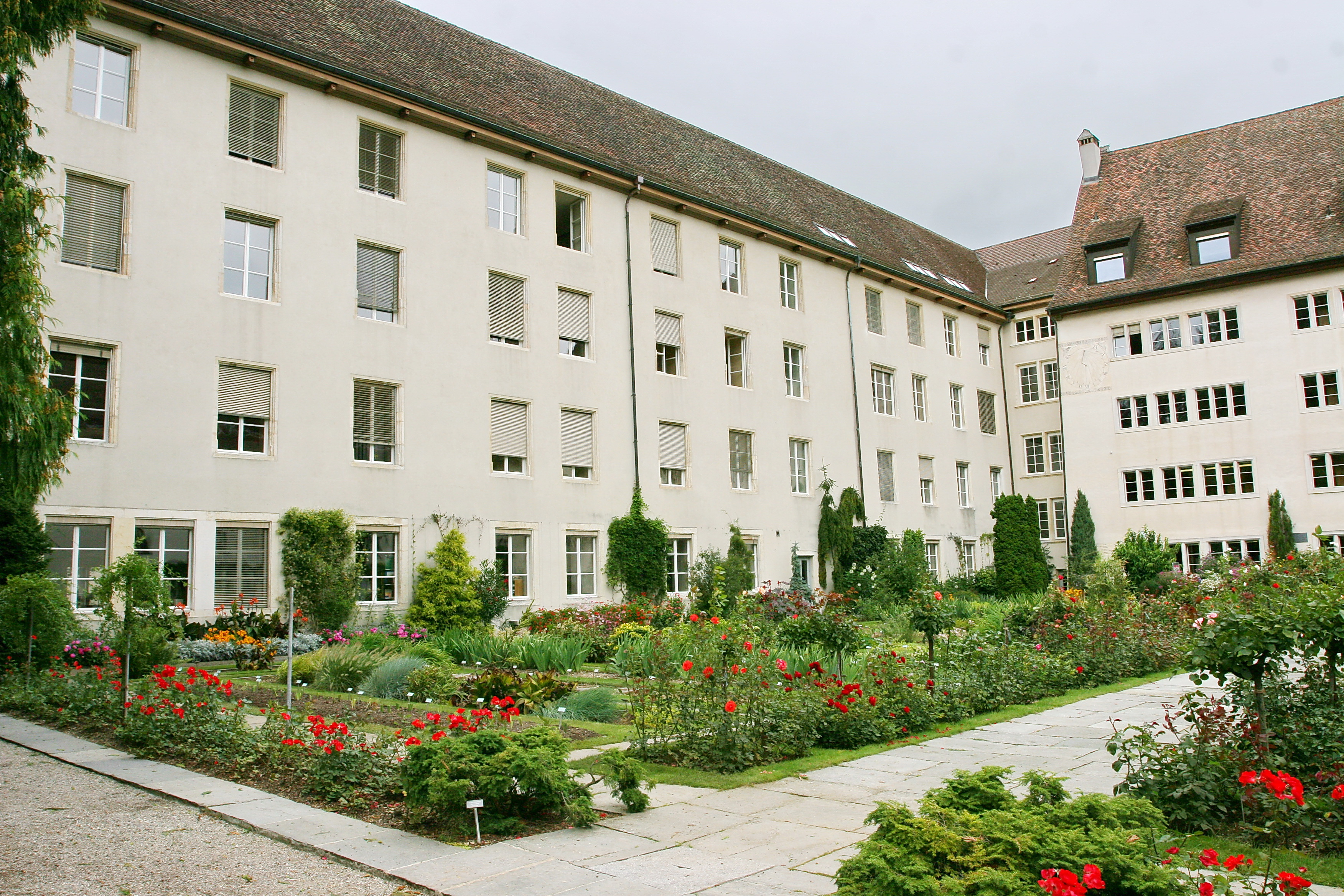
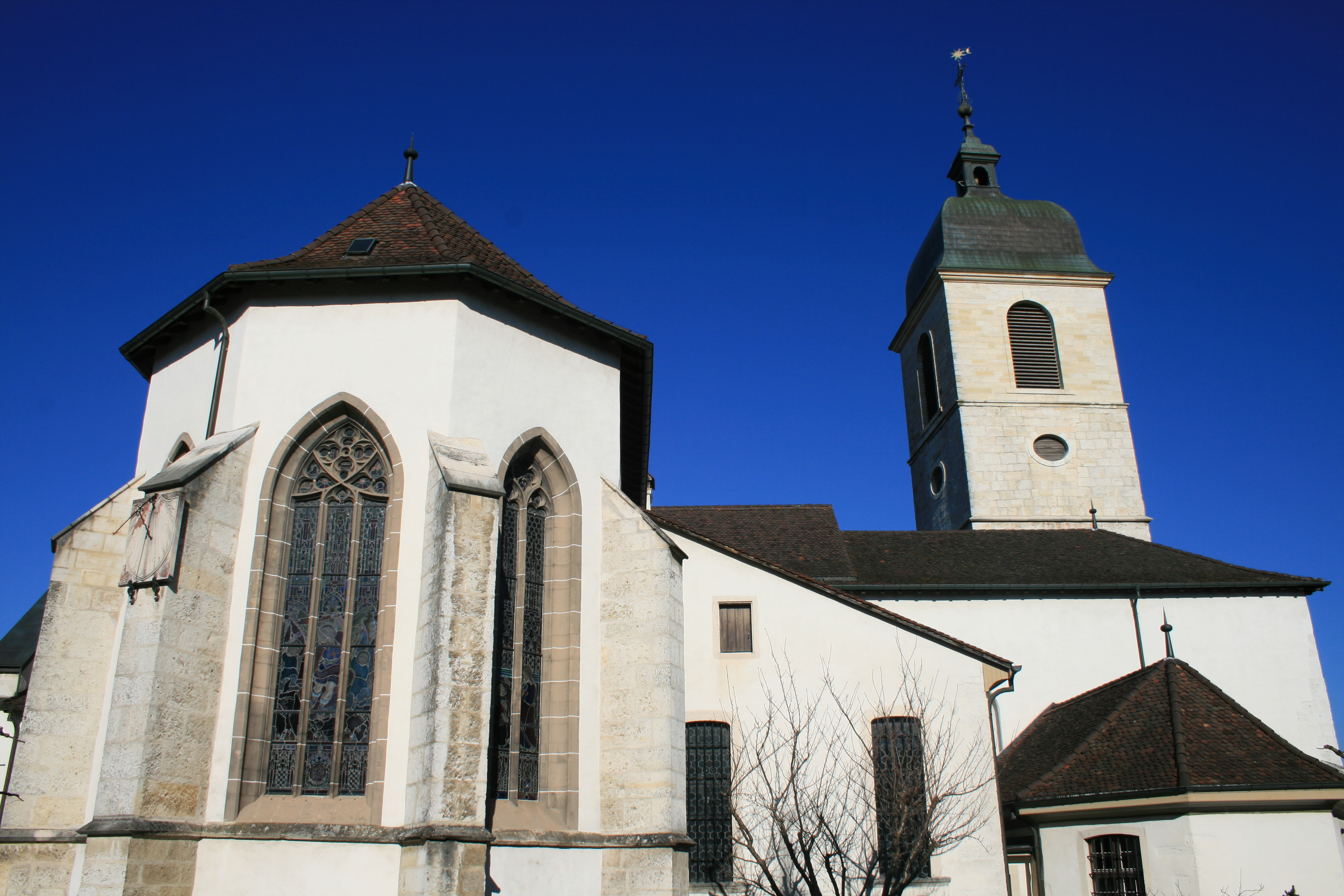
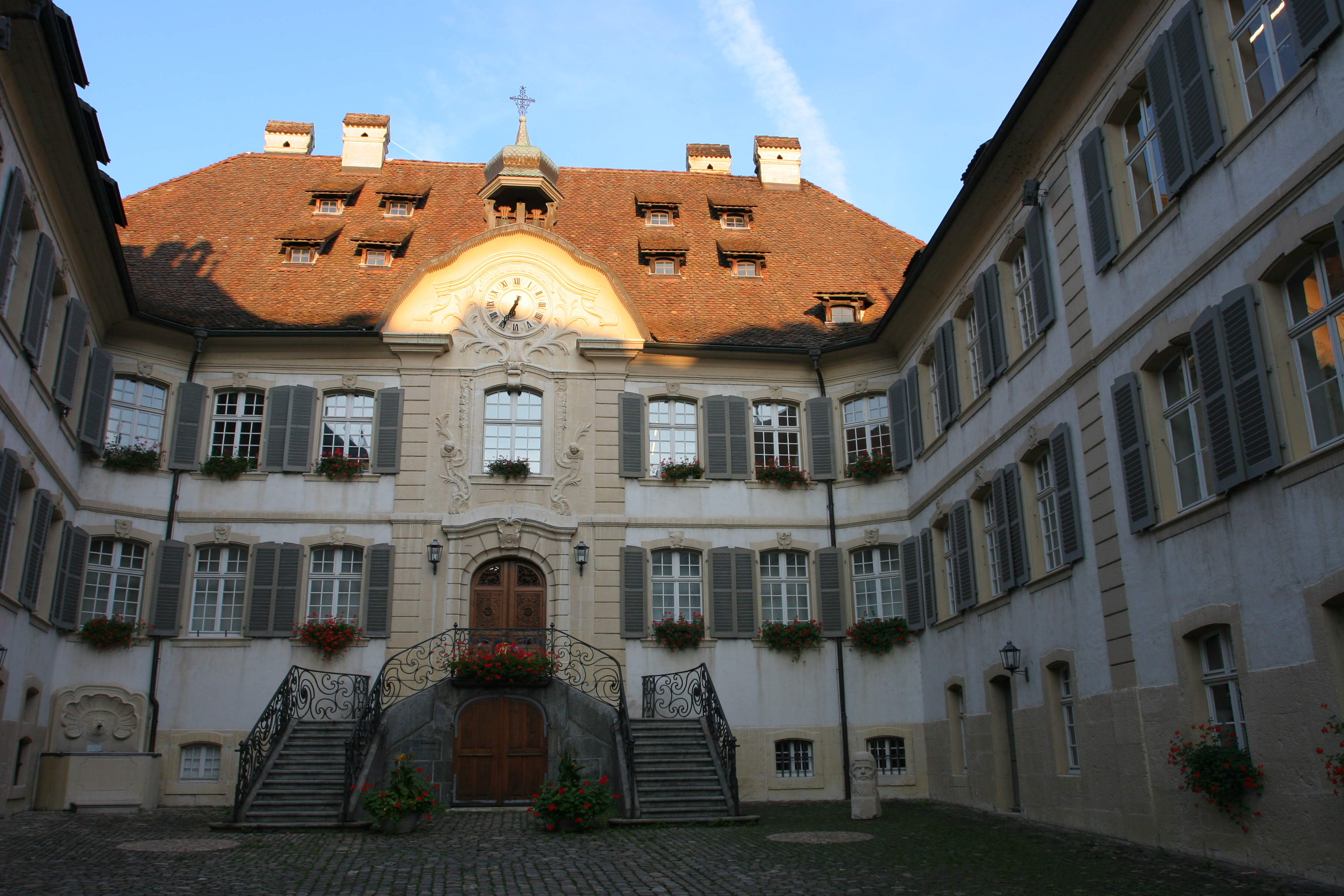

## أعلام
- برنارد كامنت
- فرانسوا شالر
- ريجيس فوكس